# Szczeglice (gromada)
Szczeglice – dawna gromada, czyli najmniejsza jednostka podziału terytorialnego Polskiej Rzeczypospolitej Ludowej w latach 1954–1972.
Gromady, z gromadzkimi radami narodowymi (GRN) jako organami władzy najniższego stopnia na wsi, funkcjonowały od reformy reorganizującej administrację wiejską przeprowadzonej jesienią 1954 do momentu ich zniesienia z dniem 1 stycznia 1973, tym samym wypierając organizację gminną w latach 1954–1972.
Gromadę Szczeglice z siedzibą GRN w Szczeglicach utworzono – jako jedną z 8759 gromad na obszarze Polski – w powiecie sandomierskim w woj. kieleckim, na mocy uchwały nr 13j/54 WRN w Kielcach z dnia 29 września 1954. W skład jednostki weszły obszary dotychczasowych gromad Szczeglice, Domaradzice, Zagorzyce i Wysoki Duże ze zniesionej gminy Jurkowice w powiecie sandomierskim oraz Grzybów ze zniesionej gminy Malkowice w powiecie opatowskim. Dla gromady ustalono 21 członków gromadzkiej rady narodowej.
1 stycznia 1956 gromadę włączono do powiatu staszowskiego w tymże województwie.
31 grudnia 1961 do gromady Szczeglice przyłączono wieś i kolonię Wolica oraz wieś i kolonię Wysokie Średnie ze zniesionej gromady Kolonia Pęcławska.
Gromada przetrwała do końca 1972 roku, czyli do kolejnej reformy gminnej.